# Eta Beta
Eta Beta (Eega Beeva i original) är en bifigur i serien "Musse Pigg", skapad för den amerikanska dagspressversionen 1947 av Bill Walsh och Floyd Gottfredson. Äventyret hette "The Man of Tomorrow". 
Eta hittades av Musse och Långben i en grotta, och visade sig vara en människa från en avlägsen framtid. Han hade en mängd manicker som kunde åstadkomma de mest märkliga saker. Han kunde tala vilket språk som helst (även med husdjur), äta vad som helst (dock föredrog han en kost bestående av dunfjädrar och syltade kumquats) och han kunde förutse framtiden. 
Långben vägrade länge tro på att en figur som Eta över huvud taget kunde existera, och ignorerade honom ända tills Eta Beta räddade hans liv under en bergsbestigning. Sedan dess var Eta god vän med både Musse och Långben. 
Eta Beta blev väldigt populär i dagspresserien under en period, och ett tag trängde han rentav bort Långben som Musses närmaste medhjälpare. Från och med 1950 försvann han emellertid från de amerikanska serierna. Senare återupplivades han dock i den italienska Disneyproduktionen, och där återkommer han fortfarande med ojämna mellanrum. En del av dessa serier har översatts till svenska. 
Eta fick sitt namn av Musse. Efter ett tag avslöjades det att hans fullständiga namn är Pittisborum Psercy Pystachi Pseter Psersimmon Plummer-Push, men han fortsatte att kalla sig Eta Beta av praktiska skäl. En kuriositet är att Eta lägger till ett stumt (?) "p" i början av varje ord vars begynnelsebokstav är en konsonant. 
Figuren har tidigare även kallats Fega Knega och Ecki Becki i Sverige. 